# ビタミンF (小説)
『ビタミンF』は、重松清による短編小説集。新潮社より2000年8月に刊行された。
第124回（2000年）直木賞受賞作である。

## 収録作品
全編とも『小説新潮』に掲載された。
- ゲンコツ（2000年5月号）
- はずれくじ（2000年3月号）
- パンドラ（2000年2月号）
- セッちゃん（1999年3月号、「身代わり雛」を改題）
- なぎさホテルにて（2000年6月号）
- かさぶたまぶた（2000年4月号）
- 母帰る（2000年7月号）

## テレビドラマ
「衛星ドラマ劇場」枠（NHKBS-2）で2002年7月1日から7月5日まで放送。オムニバスドラマ。放送時間は第一章から第四章までは20時-20時43分、第五章と最終章は19時30分-20時58分に2話連続放送。全六章。2002年度文化庁芸術祭参加作品。

### キャスト
第一章
- 高木雄介：役所広司
- 高木和美：森下愛子
- 高木加奈子：谷口紗耶香
- 吉田：藤谷文子

第二章
- 孝夫：温水洋一
- 陽子：内田春菊
- 孝夫の友人：利重剛

第三章
- 修一：大杉漣
- 淳子：りりィ
- 野島勇輝：市原隼人

第四章
- 雅夫：石橋凌
- 小島聖
- 吉岡：大江千里
- 大川加奈子：あだち理絵子[1]

第五章
- 岡村達也：光石研
- 久美子：洞口依子
- 文恵：藤谷文子
- 健治：水橋研二
- ホテル支配人：國村隼

最終章
- 拓巳：三上博史
- 富夫：渡辺文雄
- 幸枝：李麗仙
- 酔っ払い：岩松了
- 小島聖

### スタッフ
- 原作：重松清
- 演出：高橋陽一郎（第一章～第三章、第五章、最終章）、柳川強（第四章）
- 脚本：荒井晴彦（第一章）、水谷龍二（第二章）、犬童一心（第三章）、森岡利行（第四章）、岩松了（第五章）、加藤正人（最終章）

### 放送日程
| 話数   | 放送日 | サブタイトル     |
| ------ | ------ | ---------------- |
| 第一章 | 7月1日 | セッちゃん       |
| 第二章 | 7月2日 | パンドラ         |
| 第三章 | 7月3日 | はずれくじ       |
| 第四章 | 7月4日 | ゲンコツ         |
| 第五章 | 7月5日 | なぎさホテルにて |
| 最終章 | 7月5日 | 母帰る           |